# Aïn Tindamine
Aïn Tindamine (în arabă عين تندمين) este o comună din provincia Sidi Bel Abbès, Algeria.
Populația comunei este de 2.476 de locuitori (2008).